# Linganore-Bartonsville, Maryland
Linganore-Bartonsville, Maryland (енгл. Linganore-Bartonsville) град је у америчкој савезној држави Мериленд.

## Демографија
По попису из 2000. године број становника је 12.529.
| Група             | 2000.          | 2010.    |
| Белци             | 11.503 (91,8%) | 0 (0,0%) |
| Афроамериканци    | 411 (3,3%)     | 0 (0,0%) |
| Азијати           | 169 (1,3%)     | 0 (0,0%) |
| Хиспаноамериканци | 270 (2,2%)     | 0 (0,0%) |
| Укупно            | 12.529         | 0        |